# Bataille d'Houliaïpole
 (19 février 2024).
Invasion de l'Ukraine par la Russie de 2022
Batailles
Offensive de Kiev (Jytomyr, Kiev) : 
- 1re Hostomel
- Tchernobyl
- Ivankiv
- Kiev
- 2e Hostomel
- Vassylkiv
- Boutcha
- Irpin
  - Bombardement de réfugiés
- Jytomyr
- Mochtchoun
- Makariv
- Brovary

Offensive du Nord (Tchernihiv, Soumy) :
- Hloukhiv
- Slavoutytch
- Bombardements
- Soumy
- Trostianets
- Tchernihiv
- Okhtyrka
- Lebedyn
- Konotop
- Romny
- Desna
- Escarmouches frontalières

Russie  (Briansk, Belgorod) :
- Incursions en Russie occidentale
  - Oblast de Briansk
  - Oblasts de Belgorod et de Koursk
    - Incursions de 2024

  - Bombardement de Belgorod
- Oblast de Koursk (août 2024)

Campagne de l'Est (Donetsk, Louhansk, Kharkiv)
Kharkiv :
- 1re Kharkiv
  - Tchouhouïv
  - Bombardements : en février
  - en mars
  - en avril
  - du bâtiment administratif
- Izioum
- 2e Kharkiv
  - Balaklia
  - 1re Koupiansk
  - Chevtchenkove
- 3e Kharkiv

Nord du Donbass:
- Starobilsk
- Sloviansk
  - Dovhenke
  - 1re Lyman
  - Sviatohirsk
  - Bohorodychne et Krasnopillia
  - Bombardements : Bilohorivka
  - Kramatorsk
- Sievierodonetsk
  - Kreminna
  - Donets
  - Roubijné
  - Popasna
  - Tochkivka
  - Massacre
- Lyssytchansk
- 2e Kharkiv
  - Balaklia
  - 1re Koupiansk
  - Chevtchenkove
  - 2e Lyman
- Oblast de Louhansk
  - Ligne Svatove-Kreminna
  - Serebryansky
  - 2e Koupiansk

 Centre du Donbass:
- Horlivka
- Popasna
- Svitlodarsk
- Bakhmout
  - Soledar
- Siversk
- Tchassiv Iar
- Toretsk

Sud du Donbass :
- Volnovakha
- Marioupol
  - Bombardements : de l'hôpital
  - du théâtre
  - de l'école d'art
- Pisky
- Vouhledar
  - Pavlivka
- Marïnka
- Contre-offensive de 2023
- Avdiïvka
- Novomykhaïlivka
- Pokrovsk
  - Krasnohorivka
  - Toretsk
- Bombardements :
- Makiïvka
- Donetsk

Campagne du Sud (Mykolaïv, Kherson, Zaporijjia)
- 1re Kherson
- Odessa
- Melitopol
- Mykolaïv
  - Bombardements : à fragmentation
  - du bâtiment administratif
- 1re Berdiansk
- Zaporijjia
- Tchornobaïvka
- Enerhodar
- Voznessensk
- Houliaïpole
- Davydiv Brid
- 2e Berdiansk
- Nova Kakhovka
- 2e Kherson
  - Doudtchany
- Dniepr
- Tchoulakivka
- Contre-offensive de 2023
  - Robotyne

Frappes aériennes dans l'Ouest et le Centre de l'Ukraine
- Lviv (02/2022)
- Vinnytsia (03/2022)
- Yavoriv (03/2022)
- Deliatyne (03/2022)
- Dnipro

Guerre navale
- Île des Serpents (02/2022)
- Moskva (04/2022)

Attaques en Crimée
- Novofedorivka (08/2022)
- Djankoï (08/2022)
- Pont de Crimée (10/2022)
- Base navale de Sébastopol (10/2022)
- Pont de Crimée (07/2023)
- Base navale de Sébastopol (09/2023)

Débordement
- Aéroport de Millerovo
- Sabotages en Russie
- Attaques en Transnistrie
- Sabotage des gazoducs Nord Stream
- Terrain d'entraînement militaire de Soloti
- Explosions en Pologne
- Bases aériennes de Dyagilevo et Engels-2
- Base aérienne de Minsk-Matchoulichtchi
- Crise russo-moldave de 2023
  - Accusations de tentative de coup d'État en Moldavie
- Incident de drone de 2023 en mer Noire
- Rébellion du groupe Wagner

Massacres
- Tchernihiv
- Boutcha
- Borodianka
- Olenivka
- Izioum

La bataille d'Houliaïpole est un engagement militaire en cours entre les forces armées russes, appuyées par les forces séparatistes du Donbass et les forces armées ukrainiennes, pendant l'invasion de l'Ukraine par la Russie de 2022. L'enjeu est le contrôle de la ville d'Houliaïpole, dans l'oblast de Zaporijjia.

## Bataille
Au cours de l'offensive du sud de l'Ukraine de l'invasion russe de l'Ukraine en 2022, Houliaïpole n'a plus accès à l'électricité et à l'eau à partir du 2 mars 2022. Le 5 mars, les forces russes entrent brièvement dans Houliaïpole.
Le 15 mars, les Forces armées russes mènent des opérations de combat autour de Houliaïpole. Le 26 mars, l'administration militaire régionale de Zaporijjia affirme que les forces ukrainiennes avaient repris les villages de Poltavka et Malynivka à l'est de Houliaïpole après de violents combats.
Au 30 mars, Houliaïpole avait connu près d'un mois de bombardements nocturnes, tandis que sa population était tombée à environ 2 000 habitants, avec une douzaine de morts parmi les civils. Le 21 avril, trois hélicoptères russes ont été abattus au-dessus de Houliaïpole par un tir de MANPADS ukrainien, forçant une colonne de chars russes à proximité à battre en retraite. De plus, l'artillerie ukrainienne à longue portée a également détruit 24 chars russes et 10 véhicules APC dans la zone entourant la ville. Serhiy Yarmak, le maire de Houliaïpole, a rapporté que les forces ukrainiennes locales avaient nommé leurs positions défensives d'après Nestor Makhno, un natif de Houliaïpole qui a combattu pendant la guerre d'indépendance ukrainienne.
Le 25 avril, les forces russes commencent à concentrer leurs efforts sur la prise d'Houliaïpole, en renforçant leurs propres positions et en tirant sur les positions ukrainiennes. Le lendemain, trois personnes ont été blessées et plusieurs maisons détruites lors d'un bombardement d'artillerie russe, qui s'est poursuivi pendant plusieurs jours. Le gouvernement provincial de Zaporijjia a rapporté plus tard que les troupes russes dans la région tiraient sur leurs propres véhicules, afin de ne pas être envoyés au front à Houliaïpole ; et qu'elles se plaignaient également de l'inefficacité que leurs attaques, avaient sur les Forces de défense territoriales.
Le 6 mai, les forces russes commencent à bombarder la ville avec artillerie et frappe aérienne. En réponse aux bombardements, Serhiy Yarmak ordonne l'évacuation des habitants de la ville. Le 14 mai, il a été signalé que de nombreux bâtiments résidentiels avaient été endommagés ou détruits pendant la poursuite des bombardements, un acte que le Service de sécurité de Zaporijjia a considéré comme un crime de guerre. Les forces russes ont également détruit la route entre Houliaïpole sous contrôle ukrainien et la ville de Polohy sous contrôle russe, en utilisant des mines terrestres,.
Le 28 mai, la 45e brigade d'artillerie des Forces armées ukrainiennes publie une vidéo documentant le bombardement par l'artillerie des forces russes, qui auraient pillé un hameau près de Houliaïpole. En juin, les forces russes déploient des lance-roquettes multiples pour bombarder les infrastructures civiles restantes d'Houliaïpole. Oleksandr Starukh, le gouverneur de l'oblast de Zaporijjia, a signalé que la ligne défensive ukrainienne était renforcée à Houliaïpole, où les affrontements se poursuivaient. Le 7 juin, un enfant de 10 ans est blessé lors d'une frappe d'artillerie russe contre Houliaïpole.
Le 9 juin, la Direction principale du renseignement du ministère ukrainien de la Défense signale que les corps de soldats russes décédés lors des combats à Houliaïpole avaient été emmenés dans une usine de conditionnement de viande à Melitopol occupée par la Russie, et ont accusé le gouvernement russe de minimiser le nombre de victimes. La Direction générale du renseignement a également révélé qu'ils avaient tenté de briser le siège de Marioupol début avril, mais le détachement envoyé de Houliaïpole pour pénétrer dans la ville a été repoussé par la ligne défensive russe.
Le 13 juin, l'armée de l'air russe lance une série de frappes aériennes contre les positions ukrainiennes à Houliaïpole. Les forces armées russes auraient continué de cibler les infrastructures civiles, plutôt que d'engager directement les forces ukrainiennes. Selon l'État-major général des forces armées ukrainiennes, ce bombardement continu avait pour but de coincer les forces ukrainiennes à Houliaïpole, dans le cadre d'une tentative des forces russes de capturer la ville de Sievierodonetsk,. Des mortiers, de l'artillerie et plusieurs lance-roquettes ont été tirés contre les positions ukrainiennes à Houliaïpole par les forces russes, mais les Ukrainiens ont pu repousser l'offensive russe. De petits gains ont été réalisés par les forces ukrainiennes dans la zone autour de Houliaïpole, bien que cela ait entraîné un coût élevé en personnel, de nombreux Ukrainiens ayant été blessés dans les tirs d'artillerie.
Le 18 juin, les bombardements contre Houliaïpole se poursuivent, endommageant plusieurs bâtiments résidentiels et commerciaux et blessant un certain nombre de civils,.